# وجهات النظر حول غزو العراق عام 2003

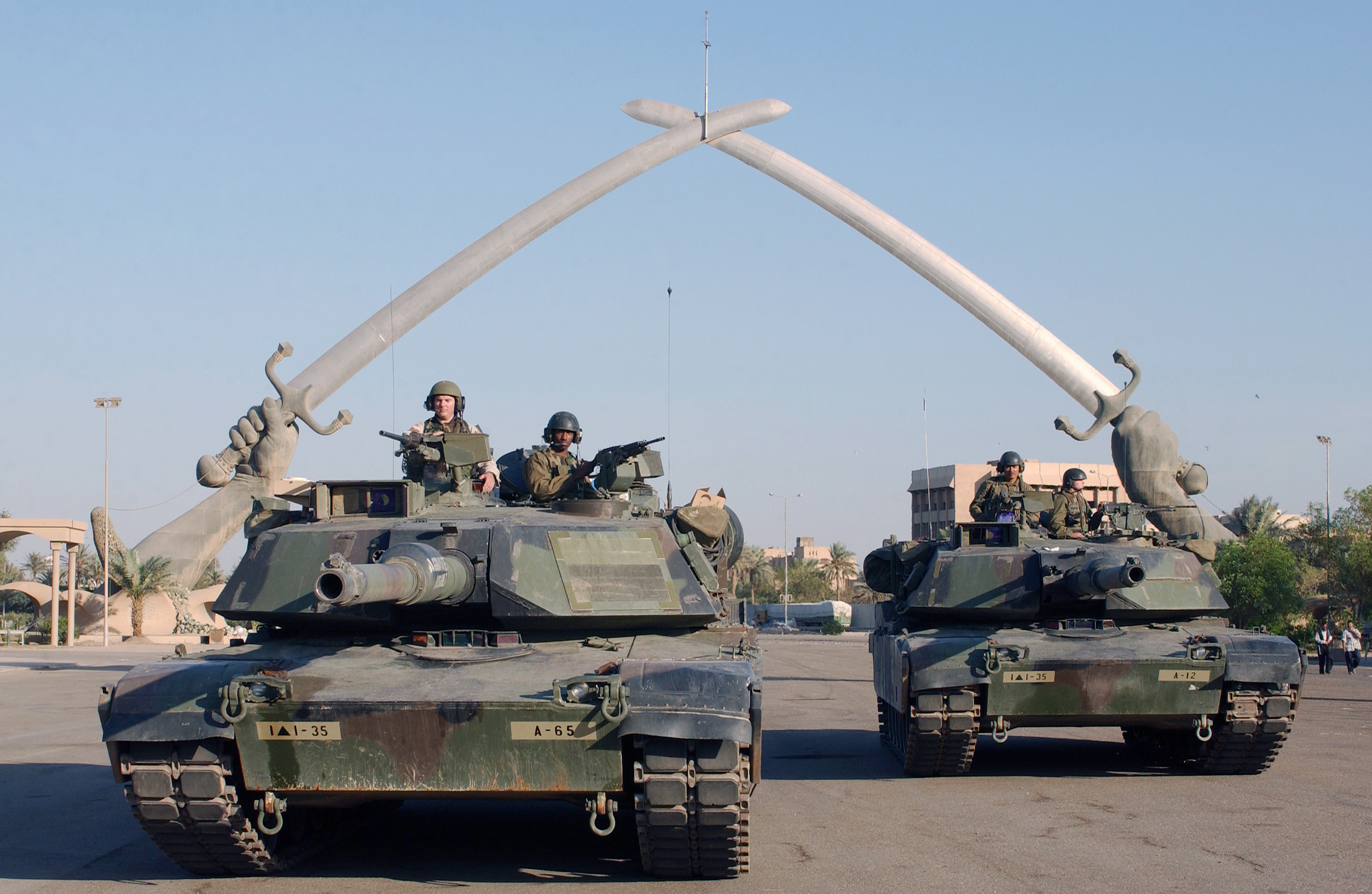
M1A1 أبرامز يلتقط صورة تحت عنوان "أيدي النصر" في ميدان الاحتفال ببغداد في العراق.

أدت الأحداث المحيطة بغزو العراق عام 2003 إلى تعبيرات عديدة عن الرأي فيما يتعلق بالحرب. تحتوي هذه الصفحة على روابط لعدة مواضيع تتعلق بوجهات النظر حول الغزو والاحتلال اللاحق للعراق.
وجهات النظر الأمريكية
- الرأي العام في الولايات المتحدة بشأن غزو العراق: آراء وتوقعات استطلاع الرأي.

وجهات نظر العالم
- المواقف الحكومية من حرب العراق قبل غزو العراق عام 2003: ملخص لمواقف الحكومات المختلفة قبل الحرب.
- مجلس الأمن التابع للأمم المتحدة وحرب العراق: يدرس مواقف أعضاء مجلس الأمن التابع للأمم المتحدة خلال الفترة 2002-2003

وجهات نظر المعارضة
- معارضة حرب العراق: آراء مختلفة من الناس ضد حرب العراق.
- الاحتجاجات ضد حرب العراق: الاحتجاجات ضد حرب العراق في جميع أنحاء العالم.
- نقد حرب العراق: انتقادات مختلفة لحرب العراق.

وجهات النظر الأخرى
- الاستعدادات للعلاقات العامة لغزو العراق عام 2003: حددت حملات الاتصال المختلفة التي تُعلم الجمهور (أو تؤثر عليه).
- مشروعية غزو العراق عام 2003
- مشروعية حرب العراق
- التحقيق في العراق أو لجنة تشيلكوت: تحقيق بريطاني عام في دورها في الحرب.